# Абдулає Ібрагім
Абдулайє Ібрагім (фр. Abdoulaye Ibrahim; 25 липня 1986, Ломе, Того) — тоголезький футболіст, нападник. Виступав за молодіжну збірну Того.

## Біографія
Є вихованцем «Еспойр Академії» з міста Ломе. У 2004 році перебував у складі юнацької команди лондонського «Челсі» до 19 років. Потім, виступав у юнацькій команді іншого англійського клубу «Манчестер Юнайтед». На початку 2005 року проходив перегляд у шотландському «Гарт оф Мідлотіан».
Навесні 2005 року підписав контракт з американським клубом «МетроСтарз». 16 квітня 2005 року дебютував у складі команди в MLS в домашньому матчі проти «Спортінг Канзас-Сіті» (2:2), Ібрагім вийшов на 87 хвилині замість Марка Лісі. У складі команди дебютував через 30 годин, після прибуття в США. Абдулайє Ібрагім став першим гравцем з Того в MLS. Всього у складі команди провів 15 матчів, забив 2 голи, віддав 3 результативні передачі та отримав 2 жовті картки. За деякими даними, 2006 року грав в одному з клубів Того, з метою привернути увагу тренерів збірної Того на участь у чемпіонаті світу 2006. У підсумку Абдулайє Ібрагім в заявку збірної не потрапив.
У 2007 році провів 1 матч в MLS за «Торонто». Влітку 2007 року перейшов у шведський «Весбю Юнайтед». В сезоні 2007 клуб зайняв 2-е місце в Дивізіоні 1 (третій за значимістю дивізіону Швеції) і вийшов у Супереттан.
Взимку 2008 року перейшов у «Харків». У команді взяв 99 номер. У Вищій лізі України дебютував 1 березня 2008 року у виїзному матчі з львівськими «Карпатами» (1:0), Ібрагім відіграв весь матч. Абдулайє став першим тоголезьким гравцем в чемпіонаті України. Всього в чемпіонаті провів 12 матчів. У листопаді 2009 року перейшов у румунський «Чахлеул». 23 листопада 2009 року дебютував у чемпіонаті Румунії у виїзному матчі проти «Універсітаті» з Крайови, Ібрагім відіграв всю гру. Зустріч закінчилася перемогою господарів (3:2). У складі команди провів 16 матчів, забив 2 голи і отримав 2 жовті картки.
Потім виступав у складі «Динамік Тоголез». У 2011 році разом з командою став переможцем клубного чемпіонату Західної Африки, у фіналі Ібрагім забив один з голів.
У січні 2012 року перейшов у габонський клуб «Мунана» з однойменного міста. У сезоні 2011/12 став переможцем чемпіонату Габону.

## Досягнення
- Срібний призер Дивізіону 1 (1): 2007
- Переможець клубного чемпіонату Західної Африки (1): 2011
- Чемпіон Габону (1): 2011/12